# André Patry (Astronom)
André Patry (* 22. November 1902; † 20. Juni 1960) war ein französischer Astronom.
Patry verlor sehr früh seine Eltern und wuchs als Waise auf. Bereits im Alter von 17 Jahren begann er, am Nizza-Observatorium zu arbeiten. Hier assistierte er zunächst an den Instrumenten. Er befasste sich später vor allem mit der Untersuchung von Asteroiden und machte dabei selbst auch neun neue Entdeckungen. 
In Anerkennung seiner Arbeit wurde der Asteroid (1601) Patry nach ihm benannt.